# As Time Goes By: Live at the Dug
As Time Goes By: Live at the Dug — концертный альбом американской певицы Кармен Макрей. Альбом был записан в токийском джаз-клубе Dug и издан изначально в Японии в 1974 году лейблом Victor. Спустя два года альбом был издан в США независимым лейблом Catalyst Records. Особенностью альбома является то, что это был единственный раз, когда Макрей сама себе аккомпанировала на фортепиано, а другие музыканты участия в записи не принимали.

## Отзывы критиков
| Оценки критиков                     | Оценки критиков |
| Источник                            | Оценка          |
| ----------------------------------- | --------------- |
| AllMusic                            | [ 4 ]           |
| The Rolling Stone Jazz Record Guide | [ 5 ]           |

Рецензент AllMusic Стивен Кук в своей рецензии пишет: «Возможно, это сделало Богарта и Бергмана бессмертными, но песня „As Time Goes By“, как ни странно, так и не стала одним из многих джазовых стандартов того времени. Найти её здесь в компании других вечных песен из джазового каталога — настоящее удовольствие. И ещё более впечатляющим является тот факт, что у микрофона Кармен Макрей и сама аккомпанирует себе на фортепиано. И если кто-то не совсем уверен, ставить ли мисс Макрей в одну компанию с Сарой Вон или Диной Вашингтон, то этот набор номеров определенно должен склонить чашу весов. Вот одна из самых недооцененных джазовых певиц, откровенно говоря».
Пол Креш из Stereo Review отмечает: «Величие её пения проникает даже в неустойчивый, размытый звук и тот факт, что она
сама аккомпанирует себе на фортепиано (не то чтобы она играла плохо, но в записи это, кажется, нарушает концентрацию любой певицы). Кульминацией стало восхитительное и драматичное исполнение „Supper Time“, в которой акцент скорее на тлеющем смирении, в противоположность горькому отчаянию в версии Этель Уотерс, — но в ней всё ещё присутствует оригинальная острота. Всё остальное, естественно, прекрасно исполнено и спето в стиле Макрей»
Фил Гарланд из Ebony также отмечает, что «Кармен Макрей была одной из тех очень талантливых, но часто упускаемых из виду певиц, которым приходится аккомпанировать себе на фортепиано в укромных местах, где царит очень романтичная атмосфера. И всё же именно в такой обстановке можно было бы ощутить истинный диапазон артиста — никакого пения струны, чтобы скрыть помутнение, и никаких наложений, чтобы исключить ошибки. Ещё осенью 1973 года, в токийском джаз-клубе под названием Dug, Кармен записала этот необычный сет, на котором она поёт и играет на фортепиано в самой чувствительной манере, это чистая ностальгия».
Музыкальный критик Уилл Фрайдуолд заметил, что «голос Кармен, по сути, такой же, как и на других альбомах, которые она записала в начале пятидесятых и ранее: горько-сладкий, меланхоличный, острый, но с первых нот фортепиано, а затем и её голоса становится очевидно, что это более мрачная и глубокая Кармен, чем мы когда-либо слышали раньше, не обязательно вокально, но эмоционально». Комментируя исполнение заглавной песни «As Time Goes By», заявляет, что «Макрей находит идеальный баланс между речью и пением как в куплете, так и в припеве» и что «это одно из самых трогательных и личных выступлений Макрей за всю карьеру». Он же включил альбом в список лучших джазовых альбомов в своей книге The Great Jazz and Pop Vocal Albums.

## Список композиций
1. «As Time Goes By» (Герман Хапфилд) — 5:49
2. «I Could Have Told You So» — 4:21
3. «More Than You Know» (Эдвард Элиску, Билли Роуз, Винсент Юманс) — 5:27
4. «I Can’t Escape from You» — 3:50
5. «Try a Little Tenderness» (Джимми Кэмпбелл, Реджинальд Коннелли, Гарри Вудс) — 4:00
6. «The Last Time for Love» (Кармен Макрей) — 6:26
7. «Supper Time» (Ирвинг Берлин) — 3:33
8. «Do You Know Why?» (Джонни Берк, Джимми Ван Хьюзен) — 4:51
9. «But Not for Me» (Джордж Гершвин, Айра Гершвин) — 6:01
10. «Please Be Kind» (Сэмми Кан, Сол Чаплин) — 6:21